# RU Большого Пса
RU Большого Пса (лат. RU Canis Majoris) — двойная затменная переменная звезда типа Алголя (EA) в созвездии Большого Пса на расстоянии приблизительно 2395 световых лет (около 734 парсеков) от Солнца. Видимая звёздная величина звезды — от +13,2m до +10,84m. Орбитальный период — около 1,9762 суток.